# 佐本二厘
佐本 二厘（さもと ふうり）は日本の女性声優。主にアダルトゲームに声をあてている。

## 来歴・人物
名前の読みは「ふうり」であり、「にりん」と良く誤読される。由来は、事務所がフリーになった際に名前を覚えてもらうため「（事務所が）フリーのふうりです！」と売り込むために付けた。
ゲーム作品などの販売を行うサイト「Getchu.com」が2008年に行った美少女ゲームランキングでは、佐本は1位の風音、2位のかわしまりのに次いでボイス部門のside White（キャラゲー、純愛系作品などが対象）において3位を獲得している。

## 主な出演作品
※ 太字は主役またはヒロイン

### PCゲーム

#### 2002年
- 夏日-kajitsu-（高瀬 明日菜）

#### 2003年
- 紅く輝く雪〔同人〕（柊 紗奈）
- はじよめ（岡野 茉莉）

#### 2004年
- アリスの館7「しまいま。」（奈々月 絢音）
- こいじばし（片倉 葉月）
- シスターシスター（霞之小路 沙奈）
- 処女宮〜栗毛の潮吹少女たち〜（谷山 智恵）
- North Wind（柳 雪華）
- HappyPlanning〜しあわせの総和〜（御厨 夕貴）
- Pussy Cat 〜牝猫たち〜（岡野 茉莉）
- 魔女っ子さゆりんのまじかるクエスト2〔同人〕（モーたん）
- 巫女さん細腕繁盛記（源 綾奈）
- 巫女さん細腕繁盛記えくすとら（源 綾奈）
- らずべりー（牧野 木ノ葉、市宮 一実）
- Reminiscence Blue（高原 春乃）

#### 2005年
- 戦火-IKUSABI-（早霧）
- お嬢様組曲（藤澤 姫名子）
- 処女はお姉さまに恋してる（厳島 貴子、長谷川 詩織）
- おね・たま 〜ボクとお姉ちゃんと狐の湯〜（各務 優希）
- おまたせ!雀バラや♪（水上 春奈）
- 学園怪傑くるり!（朝霧 絵里）
- キャラメルBOX やるきばこ（時坂 いのり、厳島 貴子）
- 空の上のおもちゃ〔同人〕（真柄 夏見）
- 尽くしてあげちゃう5 〜求める乙女たち〜（駒場 莉菜）
- はぴねす!（渡良瀬準、ソプラノ）
- ぱんちょDEブラボー!（招羽々和）
- Pure×Cure（橘 果林）
- FESTA!! -HYPER GIRLS POP-（日下部 琴子）
- おまたせ！雀バラや♪ (水上春奈)

#### 2006年
- 青空の見える丘（橘 ミコト）
- ウィズ アニバーサリィー（ソフィア）
- おキツネSummer 〜夏合宿・女の子付き〜（朝比奈 一子）
- こいちゅ! 〜恋に恋するかたおもい〜（水樹 夏音）
- SilveryWhite 〜君と出逢った理由〜（エリッサ・イシュチェル）
- Chanter. -キミの歌がとどいたら-（野々原 雪希）
- 終末少女幻想アリスマチック（觀興寺 六花）
- スクールぱにっく!（馬渡 梓）
- TACTICSBRID（アルピーヌ・ミラマ）
- 七彩かなた -夏休み!ドキラブバカンス夢冒険!- （夕日）
- ななついろ★ドロップス （秋姫 すもも）
- はぴくり（菅原 瑞夏）
- はぴねす! りらっくす（渡良瀬 準、ソプラノ）
- 遥かに仰ぎ、麗しの（八乙女 梓乃）
- 春萌 〜はるもい〜（風真 沙緒）
- 保健室 〜マジカルピュアレッスン♪〜（夏芽）
- よくばりサボテン（奈々月 絢音）

#### 2007年
- 春萌〜はるもい〜 沙緒アフター（風真 沙緒）
- あかね色に染まる坂（橘 ミコト）
- あねいも2 〜Second Stage〜（白川 唯）
- E×E（日向 紅葉）
- えろすまっしゅ!（俵真 来初）
- カタハネ（ワカバ・フォーレ、ライト・フォーレ）
- きみはぐ（柚木 南）
- キャラメルBOX やるきばこ2 エピソードV:やるきねこの逆襲（厳島 貴子）
- 最果てのイマ フルボイス版（フランシス・シータ）
- 潮風の消える海に（椎木 莉佳子）
- Step×Steady（姫ノ宮 深晴）
- ツナガル★バングル（津宮 雫）
- Dies irae -Also sprach Zarathustra-（綾瀬 香純）
- 長靴をはいたデコ（伊佐坂 和楓）
- ナツメグ（野島 ほとり）
- はっぴぃ☆マーガレット!（西宮 静琉）
- Bullet Butlers（セルマ・フォルテンマイヤー）
- 姫さまっ、お手やわらかに!（千寿院 ちとせ）
- FairChild -フェアチャイルド-（加賀見 朔夜）
- MagusTale 〜世界樹と恋する魔法使い〜（アリシア＝インファンス）
- 魔女っ娘ア・ラ・モードII 〜魔法と剣のストラグル〜（ラティス・マジェスティア）
- ましろぼたん（柿崎 真白）
  - ましろぼたん ミニファンディスク〜ゆかなんのホワイトバレンタイン〜（柿崎 真白）

#### 2008年
- あねいも2 H's 〜もっとHにステップUP!〜（白川 唯）
- かみぱに!（香原 瑞希）
- クロノベルト（セルマ・フォルテンマイヤー）
- さくらシュトラッセ（マリー・ルーデル）
- さくらんぼシュトラッセ（マリー・ルーデル）
- 蒼海の皇女たち（ラーニ・カペル）
- ツナバン♥らぶみくす（津宮 雫）
- とっぱら〜ざしきわらしのはなし〜（美影）
- ぴこぴこ 〜恋する気持の眠る場所〜（高見沢 舞）
- プリンセスラバー!（鳳条院 聖華）
- 冬のロンド（ダイアナ・ルミアウラ）

#### 2009年
- Areas〜空に映すキミとのセカイ〜（リィズ・フランネル）
- キスと魔王と紅茶〜Kiss×Lord×Darjeeling〜（七瀬 優菜）
- コミュ - 黒い竜と優しい王国 -（ロンド・ロンド）
- 祝福のカンパネラ（ニナ・リンドベルイ）
- 77 〜And, two stars meet again〜（ステラ）
- W.L.O. 世界恋愛機構（久坂 愛奈）
- 天神乱漫 -LUCKY or UNLUCKY!?-（山吹 葵）
- 夏色ストレート!（高城 さやか）
- 夏ノ雨（伊藤 ひなこ）
- ナツユメナギサ（七瀬 歩）
- ひだまりバスケット（仲神 かすが）
- Flyable Heart（秋姫 すもも）
- 星空のメモリア -Wish upon a shooting star-（南星 明日歩)
- 星空のメモリア Eternal Heart (南星 明日歩)
- マジスキ 〜Marginal Skip〜（シェーラ エル エリス）
- ましろ色シンフォニー（天羽 結子）
- メカミミ（須藤 美春）
- 夜明け前より瑠璃色な-Moonlight Cradle-（エステル・フリージア）

#### 2010年
- Areas〜恋する乙女の3H〜（リィズ・フランネル）→「真宮ゆず」に変更。
- 色に出でにけり わが恋は（天城 桔梗）※ 初期の体験版のみ。製品版では「かわしまりの」に変更。
- うたてめぐり（九条 由衣音/鈴葉）
- 光輪の町、ラベンダーの少女（沢村 アキナ）
- るいは智を呼ぶ-フルボイスエディション-（和久津 智）
- るいは智を呼ぶファンディスク -明日のむこうに視える風-（和久津 智）
- キサラギGOLD★STAR（新田 いちか）
- 涼風のメルト -Where wishes are drawn to each other-（関口 春菜）
- 輝光翼戦記 天空のユミナFD -ForeverDreams-（オーレリア・オーリオウル）[4]

#### 2011年
- 猫撫ディストーション（七枷 琴子）
- デュエリスト×エンゲージ（志藤 巴）
- Flyable CandyHeart（秋姫 すもも）
- 天使の羽根を踏まないでっ（双見 空）[5]
- 舞風のメルト -Where leads to feeling destination-（関口 春菜） [6]

#### 2012年
- 猫撫ディストーション Exodus（七枷 琴子）[7]
- はつゆきさくら（小坂井 綾）[8]
- プリズマティックプリンセス☆ユニゾンスターズ（秋姫 すもも）[9]
- 英雄*戦姫（ジャンヌ・ダルク[10]、コペルニクス[11]）
- 優しい魔法の唱え方（日次 舞白）[12]

#### 2014年
- 魔女こいにっき（周防 聖）[13]

#### 2018年
- 戯画ロイヤルスウィートコレクション（久藤 ちひろ）

#### 2020年
- アインシュタインより愛を込めて（新田 忍）

#### 2023年
- ましろ色シンフォニー -Love is pure white- Remake for FHD（天羽 結子[14]）

### コンシューマーゲーム
- この青空に約束を― てのひらのらくえん（久藤 ちひろ）※PSP
- W.L.O. 世界恋愛機構（久坂 愛奈）※Xbox 360
- 77 〜beyond the Milky Way〜（ステラ）※PSP
- 天神乱漫 Happy Go Lucky!!（山吹 葵）※PSP
- FESTA!! -HYPER GIRLS PARTY-（日下部 琴子）※PS2
- MagusTale Eternity 〜世界樹と恋する魔法使い〜（アリシア＝インファンス）※PSP
- Chanter〜キミの歌がとどいたら＃〜（2007年、野々原雪希）
- 魔女こいにっき Dragon×Caravan（周防聖）

### CD
- 夜明け前より瑠璃色な 〜Fairy tale of Luna〜 #6 （教団の女の子　設定上はエステル・フリージア）
- 夜明け前より瑠璃色な 〜The other side of LUNA〜（エステル・フリージア）
- 天神乱漫キャラクターソングVol.4 「山吹 葵」（2009年3月19日発売）
  - 天神乱漫キャラクターソングVol.1~Vol.3 のミニドラマにも山吹葵役で出演
- 処女はお姉さまに恋してる 〜晩夏の秋桜 初秋の茉莉花〜（厳島 貴子）
- るいは智を呼ぶ Music Collection －明日のむこうに視える風－ 未来へのドア（和久津 智）
- ドラマCD はつゆきさくら〜ゴーストトラベル〜（小坂井 綾）